# Se dig inte om
Se dig inte om (Don't Look Back) är en dokumentärfilm från 1967 som D.A. Pennebaker gjorde från Bob Dylans turné i Storbritannien i april-maj 1965. Titeln syftar på att Bob Dylan inte vill se bakåt utan "tar sig rätten att försvinna, att förvandlas, att återkomma som någon man inte känner igen" . År 2007 kom en förlängd version på DVD, Don't look back - revisited.
Filmen hade biopremiär i Sverige den 24 februari 1968 på biografen Puck i Stockholm.